# 智严
釋智嚴，西涼州人，二十歲出家，以精勤著名。與佛陀跋陀羅關係甚好。擅長坐禪誦經，譯有《普曜經》、《說廣博嚴淨不退轉輪經》、《佛說四天王經》 。

## 生平
智嚴在青年時期，便欲多拜名師、廣求佛典，因此西行到罽賓國，入摩天陀羅精舍，師從佛陀先法師，接受禪法。佛陀先知其根器殊異，深於禪學。當時眾人也肯定其殷切求道之心，所以對來自東土學道者也相對敬重。
佛馱跋陀羅當時也是罽賓著名禪師，智嚴邀請他與之一同東歸，到東土傳法。歷經跋涉，時逾三年，方至中國。到後秦長安，住在大寺，可惜佛陀跋馱羅後為秦僧排擠，離長安南下。智嚴亦離開關中，住於山東精舍，坐禪誦經，精勤修持。
東晉義熙十三年（417），劉裕西伐長安，始興公王恢從駕，遊觀山川，一時之間至嚴精舍。見其同止三僧，各自坐在繩床上，禪思湛然。恢至良久，眾人卻恍若不聞。於是彈指，三人開眼，俄而還閉。王恢發問，眾人不答。這番舉動引起王恢尊敬與好奇。訪諸耆老，乃知皆是隱居山林、志行高潔之法師。恢即啟宋武帝延請還都，經多次邀請，智嚴等人方應邀至建康，住在始興寺，後移住枳園寺。
智嚴一向清心寡欲，人家布施什麼即接受什麼，無有揀選之心。為人謙沖，不好標榜自己，德行雖美，而世多不知。而於一事耿耿於懷，即未出家時，曾受五戒，而有所虧犯。但出家受具足戒後，智嚴對自己戒行一事常懷疑慮，且積年修禪觀而不能自了，遂重至天竺。偶然邂逅一羅漢比丘，繼而問起此事，也未得到確切答案。羅漢比丘即自入禪定，昇兜率宮諮於彌勒菩薩，獲得得戒印可。此事令智嚴釋懷大喜。於回程寂於罽賓，世壽七十八。

## 聖蹟異事
- 智嚴住在枳園寺時，靠著外出化緣乞食以自活，當地僧侶和百姓因此很尊敬他。有一個遇見過鬼之人說：「我聽到西州太社之鬼相互告誡：嚴公來時，我們應當避開。」當時這個人並不明白這些話的意涵。一會兒，智嚴來了，問起名字，才知道他便是智嚴。這個人因而默默記住了智嚴，並悄悄地對他禮拜。[2]
- 蘭陵蕭思話之夫人劉氏得了病，常見鬼來，為此恐懼非常。家人延請智嚴前來說法，剛進入外堂，劉氏便見群鬼逃散。智嚴來後，為夫人講說佛經，夫人之病馬上就好了。從此夫人稟持五戒，全家人也都信奉佛教。[2]
- 智嚴逝世後，依外國僧制，凡、聖荼毘處所不同一處。智嚴雖然持戒嚴明，實際證量卻不為人所知。因此，一開始移屍向凡僧墓地，沒想到屍體卻沉重得舉不起來，改向聖墓則飄然自輕，後事很快完成。後人據此推斷智嚴是得道人，只是不知其果位深淺。[3]

## 譯經貢獻
劉宋元嘉四年（427），師與沙門寶雲共譯自西域所得之梵本，計譯出:
- 《普曜經》
- 《廣博嚴淨經》六卷
- 《四天王經》一卷